# Ponnampatti
Ponnampatti là một thị xã panchayat của quận Tiruchirappalli thuộc bang Tamil Nadu, Ấn Độ.

## Nhân khẩu
Theo điều tra dân số năm 2001 của Ấn Độ, Ponnampatti có dân số 10.659 người. Phái nam chiếm 49% tổng số dân và phái nữ chiếm 51%. Ponnampatti có tỷ lệ 65% biết đọc biết viết, cao hơn tỷ lệ trung bình toàn quốc là 59,5%: tỷ lệ cho phái nam là 75%, và tỷ lệ cho phái nữ là 55%. Tại Ponnampatti, 14% dân số nhỏ hơn 6 tuổi.